# الجروبة (عبس)

تعديل مصدري - تعديل

الجروبة هي إحدى قرى عزلة قطبة بمديرية عبس التابعة لمحافظة حجة، بلغ تعداد سكانها 400 نسمة حسب تعداد اليمن لعام 2004.